# Triinu Kivilaan
Triinu Kivilaan, född 13 januari 1989, är en estnisk sångare, mest känd för sin medverkan i gruppen Vanilla Ninja mellan 2004, då hon ersatte Maarja Kivi, och 2005 samt 2021 till 2022.
Ibland nämns att hon föddes den 4 augusti 1987, vilket sades tidigare, så hon kunde delta för Schweiz i Eurovision Song Contest 2005.[källa behövs]
Hon är äldre syster till Kerli Kivilaan.